# Christoph Pfautz
Christoph Pfautz (* 11. Oktober 1645 in Leipheim; † 2. August 1711 in Leipzig) war ein deutscher Mathematiker, Astronom, Geograph und Bibliothekar.

## Leben
Über die ersten Lebensjahre von Pfautz ist wenig bekannt. Er wurde als Sohn des evangelischen Theologen Christoph Pfautz und dessen Frau Barbara geboren. 1649 zog die Familie nach Augsburg, wo er seine ersten Jugendjahre erlebt und erste Ausbildung genossen haben dürfte. Sicher scheint nur zu sein, dass er gemeinsam mit Gottfried Wilhelm Leibniz 1660 ein Studium an der Universität Leipzig begonnen hatte und sich dort 1664 den akademischen Grad eines Magisters der Philosophie erwarb. Als solcher hielt er Vorlesungen an der Leipziger Hochschule, habilitierte sich und wurde 1670 Assessor der philosophischen Fakultät.
Als Nachfolger von Johann Kühn (1619–1676) wurde Pfautz, nachdem er schon Kühn 1675 vertreten hatte, 1676 ordentlicher Professor der Mathematik an der Leipziger Universität. In dieser Funktion wurde er auch in die organisatorischen Aufgaben der Leipziger Hochschule eingebunden. So war er in den Sommersemestern 1676, 1678, 1682, 1686, 1690, 1692, 1694, 1696, 1698, 1704, 1708 Rektor der Alma Mater. 1691 wurde er Bibliothekar der Universität, war Senior der Fränkischen Nation, Dekan sowie Senior der philosophischen Fakultät, Decemvir der Universität und Kollegiat am großen Fürstenkollegium. Seine Vorlesungen erstreckten sich von der Geometrie und Geodäsie bis zur Trigonometrie und Astronomie. Er benutzte in seinen Vorlesungen unter anderem die Werke des Giovanni Battista Riccioli (1598–1671).
Pfautz gilt als Mitbegründer der Acta Eruditorum. Um Korrespondenten für die Zeitschrift zu gewinnen, unternahm er mit seinem Schwager Otto Mencke 1680 eine Reise nach Holland und England, die ihn über Amsterdam, Utrecht, London, Oxford, Delft, Leiden und Antwerpen zu den wichtigsten und berühmten Personen der damaligen Zeit führte. Dabei lernte er unter anderem Isaac Newton kennen, dessen Auffassungen er in den Acta Eruditorum der deutschen Gelehrtenwelt nahebrachte. Seit 1679 war Pfautz ständiger Briefpartner von Leibniz und zählt zu den Frühaufklärern an der Leipziger Universität. Zu seinen bedeutendsten Schülern zählen unter anderem Christian Wolff und Jacob Leupold.

## Familie
Pfautz hatte sich 1681 mit Catharina (* 1. März 1657 in Oldenburg; † 4. Mai 1703 in Leipzig), der Tochter des Oldenburger Rats und Handelsherrn Hans (Johann) Mencke († nach 1680), verheiratet. Aus dieser Ehe ist unter anderem der an der Universität Erfurt 1712 promovierte Mediziner Johann Christoph Pfautz (* Leipzig; † 20. August 1714 in Grimma) bekannt. Pfautz taucht auch in der genealogischen Line von Otto von Bismarck auf.

## Werke
- Diss. De eclipsis solis.
- Diss. De fluxu sanguinis e copore occisi ad praesentiam occisoris.
- Diss. De parallaxibus.
- Diss. De eclipsi terrae.